# Henriette Dibon

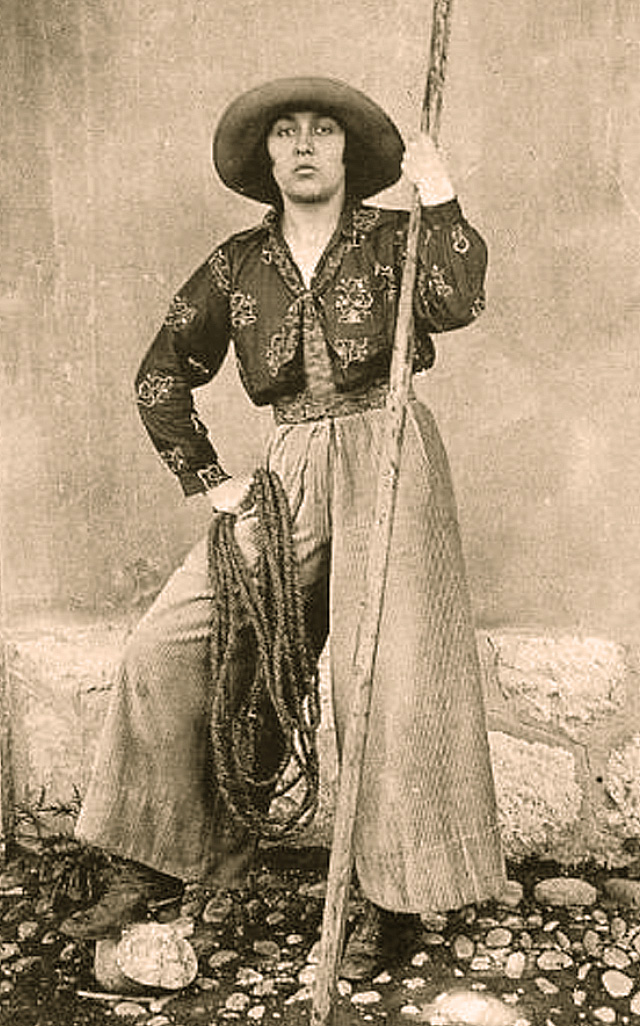
Henriette Dibon 1925

Henriette Dibon (auch: Farfantello; * 9. August 1902 in Avignon; † 9. September 1989 ebenda) war eine französische Dichterin okzitanischer Sprache.

## Leben und Werk
Henriette Dibon wuchs in Avignon auf. Sie konnte den Berufswunsch Studienrätin nicht verwirklichen und wurde Journalistin, dann Buchhalterin, später Archivarin im Palais du Roure, dem Museum für mediterrane Kultur. Sie trat dem Félibrige bei und veröffentlichte ab den 1920er Jahren unter dem Pseudonym Farfantello Dichtung und Prosa in neuprovenzalischer Sprache mit Ausdruck ihrer Begeisterung für die Camargue. Folco de Baroncelli, dem sie später eine Biographie widmete, drängte sie 1924 zur Gründung des Heimatvereins Ruban de Provence, der heute noch besteht. Von 1932 bis zu seinem Tod unterhielt sie eine Beziehung zu dem Schweizer Politiker Maurice Troillet (1880–1961).
Die Académie française zeichnete sie mit mehreren Preisen aus. In Entraigues-sur-la-Sorgue trägt ein Platz ihren Namen.

## Werke (Auswahl)
- Li Mirage. 1925.
- Lou rebat d’un sounge. 1930.
- Li Lambrusco. Pouèmo prouvençau. Emé traducioun franceso. Caburle, Avignon 1934. (Vorwort von Joseph d’Arbaud)
- Ratis. Récit. Texte provençal et traduction française. Audin, Lyon 1967. A l'asard Bautezar!, Montfaucon 2016. (Camargue-Roman über die Ursprünge von Saintes-Maries-de-la-Mer;[1] Preis Valentine de Wolmar der Académie française)
  - Les témoins. Ratis. Plon, Paris 1972. (Vorwort von André Chamson)
  - (Fernsehfassung von Frédérique Hébrard 1972)
- Lou Radeu. Poèmes provençaux avec traduction française. Nîmes 1973. (Vorwort von Louis Brauquier; Preis Amic der Académie française)
- Folco de Baroncelli. Avignon 1982. (Preis Broquette-Gonin (littérature) der Académie française)
- La Pouso-raco. Nouvello e souveni. Nîmes 1985.
- La Rentrée des classes. M.-T. Jouveau, Aix-en-Provence 1987. (Erinnerungen)
- (Übersetzerin) Marceau Jouve (1885–1950): Parpello d'agasso. Leis Edicien dóu Grihet, Plan-de-Cuques 2021.